# Tinantia anomala
Tinantia anomala är en himmelsblomsväxtart som först beskrevs av John Torrey, och fick sitt nu gällande namn av Charles Baron Clarke. Tinantia anomala ingår i släktet änketårssläktet, och familjen himmelsblomsväxter. Inga underarter finns listade.